# 金子務
金子 務（かねこ　つとむ、1933年11月30日 - 2020年12月16日）は、日本の科学史家、大阪府立大学名誉教授。

## 来歴・人物
埼玉県川越市生まれ。1957年東京大学教養学部教養学科科学史・科学哲学卒。読売新聞社記者、中央公論社編集者、『自然』編集部次長。1981年『アインシュタイン・ショック』でサントリー学芸賞受賞。1985年大阪府立大学人間文化学研究科教授。1997年定年退官、名誉教授、図書館情報大学教授、1999年帝京平成大学教授。2007年退職。国際日本文化研究センター共同研究員、形の文化会会長、（財）日本科学協会理事。
2020年12月16日、死去。87歳没。

## 著作

### 単著
- 『私たちの世界動物記 3 ゴリラ』三十書房 1963
- 『廃物を科学する 大量消費時代への挑戦』早川書房 1965
- 『宇宙からの声がきこえる 異星間通信と宇宙文明』大日本図書 1977(大日本ジュニア・ノンフィクション)
- 『アインシュタイン・ショック』河出書房新社 1981、岩波現代文庫 全2冊 2005
- 『思考実験とはなにか その役割と構造を探る』講談社ブルーバックス 1986
- 『科学技術をどう読むか 文科系人間のための100冊』マネジメント社 1987
- 『アインシュタインはなぜアインシュタインになったのか』1990 平凡社・自然叢書
- 『ガリレオたちの仕事場 西欧科学文化の航図』筑摩書房・ちくまライブラリー 1991
- 『さらばアリストテレス エピソード科学史異聞』平凡社・自然叢書 1993
- 『宇宙観の歴史と人間』放送大学 1995
- 『アインシュタイン劇場』青土社 1996
- 『宇宙像の変遷と人間』放送大学 2000
- 『ジパング江戸科学史散歩』河出書房新社 2002
- 『オルデンバーグ 十七世紀科学・情報革命の演出者』中公叢書 2005
- 『江戸人物科学史 「もう一つの文明開化」を訪ねて』中公新書 2005
- 『街角の科学誌』中公新書ラクレ 2007
- 『宇宙像の変遷 古代神話からヒッグス粒子まで』左右社 2013

### 編著・共編著
- 『アインシュタインの天使 はじめに落下ありき』荒俣宏共著 哲学書房 1991
- 『科学とは何か 12のフォーカス』伊東俊太郎共編著 北樹出版 1992
- 『アインシュタイン、ひとを語る 序文を中心に』板垣良一共編 東海大学出版会 1993
- 『照葉樹林文化論の現代的展開』山口裕文共編 北海道大学図書刊行会 2001
- 『時間と時 今日を豊かにするために』広中平祐,井上愼一共編 日本学会事務センター学会共同編集室 2002
- 『生命のかたち 木村雄吉の学問と思策』永井克孝共編 学会出版センター(人と学問選書) 2004
- 『宮澤賢治イーハトヴ学事典』天沢退二郎,鈴木貞美共編 弘文堂 2010
- 『エネルギーを考える――学の融合と拡散』鈴木貞美共編 作品社 2013
- 『「中尾佐助照葉樹林文化論」の展開 多角的視座からの位置づけ』山口裕文,大形徹,大野朋子共編著 北海道大学出版会 2016
- 『科学と宗教 対立と融和のゆくえ』編著・日本科学者協会監修 中央公論新社 2018

### 翻訳
- ハイ・ラクリス『パズル・ピクチュア 目で見る科学入門』白揚社 1966
- マーチン・ガードナー『100万人の相対性理論』白揚社 1966  改題「相対性理論が驚異的によくわかる」
- バートランド・ラッセル『相対性理論への認識』佐竹誠也共訳 白揚社 1971  改題「相対性理論の哲学」
- M.ガードナー 『宇宙パズル パズルで覚える天文学 白揚社 1972
- A.アインシュタイン『わが相対性理論』白揚社 1973  改題「特殊および一般相対性理論について」
- カール・セイガン編『異星人との知的交信』佐竹誠也共訳 河出書房新社 1976
- R.ハウインク『おかしなデータ・ブック』朝日出版社(エピステーメー叢書) 1978
- フリュキガー『青春のアインシュタイン 創造のベルン時代』東京図書 1978
- フランクリン・ブランレー『宇宙の極限 ブラックホール・白色矮星・超巨星』白揚社 1979
- ルドルフ・V.B.ラッカー『かくれた世界 幾何学・4次元・相対性』白揚社 1981
- ルディ・ラッカー『四次元の冒険』監訳,竹沢攻一訳 工作舎 1989 ISBN 978-4-87502-403-3
- ルディ・ラッカー『思考の道具箱』監訳, 大槻有紀子＋竹沢攻一訳 工作舎 1993 ISBN 978-4-87502-213-8
- D.S.L.カードウェル『技術・科学・歴史 転回期における技術の諸原理』河出書房新社 1982
- アイザック・アシモフ『変わる!』河出文庫 1984
- ピーター・S.スティーヴンズ『自然のパターン 形の生成原理』白揚社 1987
- アブラハム・パイス『神は老獪にして… アインシュタインの人と学問』太田忠之,西島和彦,岡村浩,中沢宣也共訳 産業図書 1987
- D.S.L.カードウェル『蒸気機関からエントロピーへ 熱学と動力技術』井上尚之,村松俊彦,大槻有紀子,森脇靖子共訳 平凡社 1989
- 『未知への旅立ち アインシュタイン新自伝ノート』1991 (小学館ライブラリー)
- アイザック・アシモフ『宇宙の測り方 アシモフのSI単位系ガイド』古川博共訳 河出書房新社 1991
- ピーター・ギビンズ『量子論理の限界』宇多村俊介共訳 産業図書 1992
- ピーター・S.スティーヴンズ『自然のパターン』白揚社 1994

## 参考
- 著書、およびJ-GLOBAL